# Mediomastus thomassini
Mediomastus thomassini är en ringmaskart som beskrevs av Warren, Hutchings och Conrad Bartling Doyle 1994. Mediomastus thomassini ingår i släktet Mediomastus och familjen Capitellidae. Inga underarter finns listade i Catalogue of Life.